# São Paulo Metro

Biểu trưng

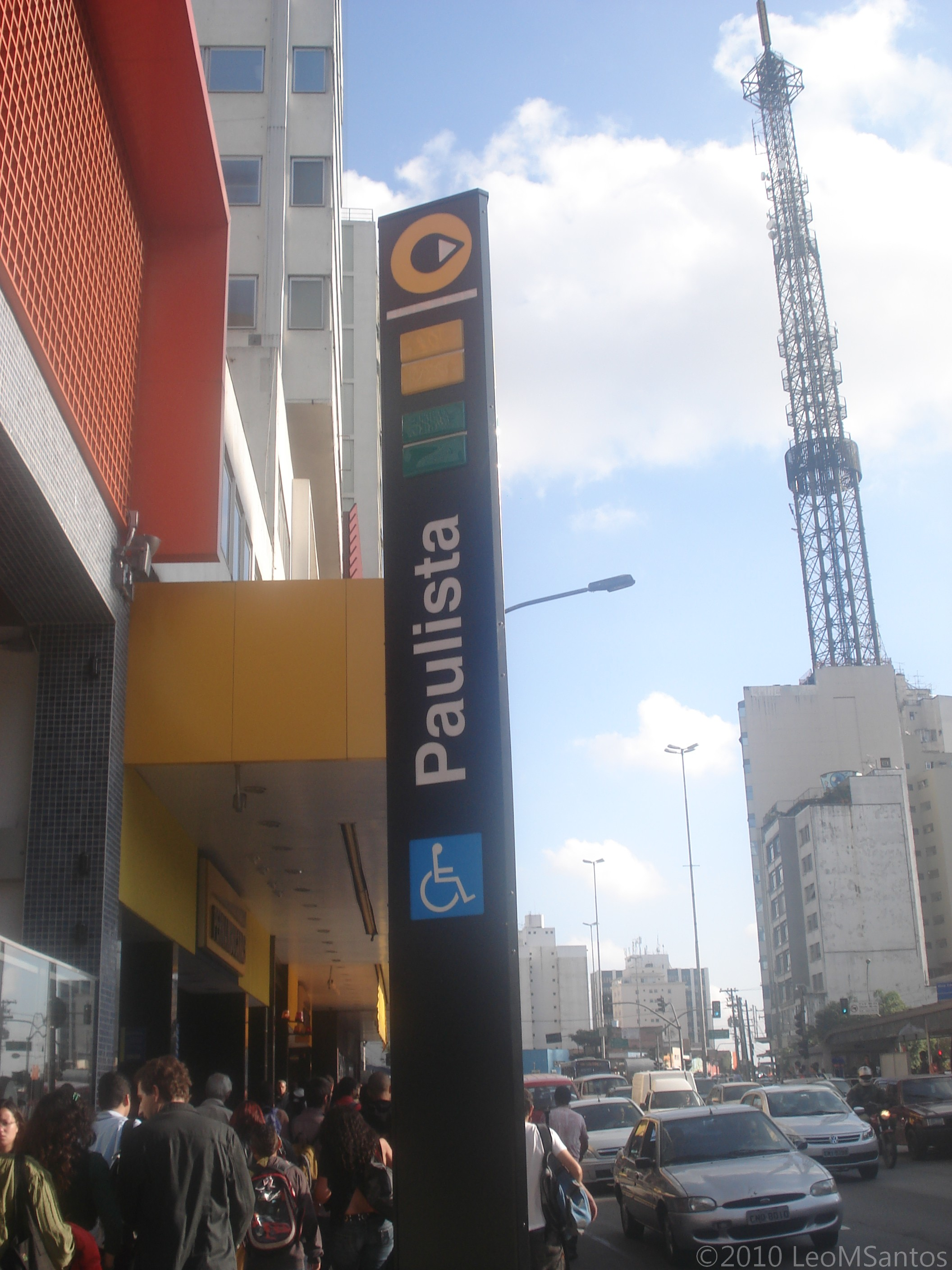
São Paulo Metro

São Paulo Metro hay còn được gọi là Metrô là một mạng lưới đường sắt đô thị phục vụ giao thông công cộng cho thành phố São Paulo. Đây là hệ thống tàu điện ngầm lớn nhất tại Brasil, ngoài việc là người đầu tiên được xây dựng, Nó có năm đường với tổng chiều dài 69 km và 60 ga, mang 3.400.000 hành khách mỗi ngày, được xem là hệ thống tàu điện ngầm hiện đại nhất của châu Mỹ